# Sergio Henao
Sergio Luis Henao Montoya er en colombiansk cykelrytter. Han er født i den colombianske by Rionegro. Han er en udpræget bjergrytter.

## Karriere

### Tidlig karriere
Op gennem sidste halvdel af nullerne kørte Henao på forskellige Continental Teams uden nævneværdige resultater, før han i 2009 vandt sine første professionelle sejre i mindre løb. I 2010 vandt to etaper, pointkonkurrencen og det samlede klassement i Vuelta a Colombia. I 2011 vandt han prologen og femte etape af Tour of Utah, og året efter fortsatte han sin karriere på Team Sky. 

### Tiden på Team Sky
Han sluttede på en niendeplads i sin første Grand Tour, Giro d'Italia, hvilket rakte til en andenplads i ungdomsklassmentet efter holdkammeraten Rigoberto Urán. I 2013 vandt han 3. etape af Baskerlandet Rundt, et løb han sluttede på en samlet tredjeplads. Herudover hentede han pæne placeringer med en sjetteplads i Amstel Gold Race og en andenplads i La Flèche Wallonne foran landsmanden Carlos Betancur.